# 가와네혼정
가와네혼정(일본어: 川根本町)은 일본 시즈오카현 중부에 있는 하이바라군의 정이다.
2005년 9월 20일에 하이바라군의 나카카와네정과 혼카와네정이 합병하면서 성립했고, 정역은 시즈오카시와 하마마쓰시 2개의 정령지정도시 사이에 끼어 있는 형태로 있다.
오이강 상류부에 위치하고 길이는 동서 약 23km, 남북 약 40km, 면적은 497km2로 현 전체 면적의 6.4%를 차지하고 있고 정역의 90% 이상이 삼림인 산간 마을이다. 미나미알프스 남부 산기슭 전위의 산들이 만들어내는 사계절의 아름다운 경관이 있으며 온천이 점재하는 온천 마을이다. 차밭이 펼쳐져 있고 카누 마을로도 알려져 있다.

## 지리
지형은 변화와 기복이 심해 지역 내의 고도 차이는 2,400m 이상에 이른다. 최고 지점인 데카리다케의 남서쪽은 혼슈 유일의 자연환경 보전지역으로 지정되어 있고 태평양 기슭부터 너도밤나무에서 눈잣나무 대에 이르는 전형적인 수직 식생 분포를 볼 수 있다. 또 산악 지대의 하천에서 보이는 "감입사행"의 전형적인 예를 볼 수 있다.

## 역사
- 2005년 9월 20일 - 나카카와네정과 혼카와네정의 합병으로 성립하였다.

## 인구
2022년 8월 1일 기준 2,767가구 6,125명이 살고 있다.
| 연도 | 인구   | ±%     |
| ---- | ------ | ------ |
| 1940 | 18,767 | —      |
| 1950 | 18,610 | −0.8%  |
| 1960 | 18,511 | −0.5%  |
| 1970 | 15,205 | −17.9% |
| 1980 | 12,776 | −16.0% |
| 1990 | 11,126 | −12.9% |
| 2000 | 9,785  | −12.1% |
| 2010 | 8,074  | −17.5% |
| 2020 | 6,206  | −23.1% |

|                                                | |
| 가와네혼정의 전국의 연령별 인구 분포（2005년） | 가와네혼정의 연령·남녀별 인구 분포（2005년）                                                                           |
| ■자주색 ― 가와네혼정 ■녹색 ― 일본전국          | ■파랑색 ― 남자 ■빨간색 ― 여자                                                                                          |
| · 가와네혼정（에 해당되는 지역）의 인구추이    | |
| 일본 총무성 통계국 국세조사 결과               | |
|                                                | 기술적 문제로 인해 그래프를 일시적으로 사용할 수 없습니다. 파브리케이터와 미디어위키 위키에 더 자세한 정보가 있습니다. |

## 기후
| 가와네혼정의 기후                                            | 가와네혼정의 기후 | 가와네혼정의 기후 | 가와네혼정의 기후 | 가와네혼정의 기후 | 가와네혼정의 기후 | 가와네혼정의 기후 | 가와네혼정의 기후 | 가와네혼정의 기후 | 가와네혼정의 기후 | 가와네혼정의 기후 | 가와네혼정의 기후 | 가와네혼정의 기후 | 가와네혼정의 기후 |
| 월                                                           | 1월               | 2월               | 3월               | 4월               | 5월               | 6월               | 7월               | 8월               | 9월               | 10월              | 11월              | 12월              | 연간              |
| ------------------------------------------------------------ | ----------------- | ----------------- | ----------------- | ----------------- | ----------------- | ----------------- | ----------------- | ----------------- | ----------------- | ----------------- | ----------------- | ----------------- | ----------------- |
| 역대 최고 기온 °C (°F)                                       | 19.3 (66.7)       | 24.8 (76.6)       | 26.5 (79.7)       | 30.3 (86.5)       | 33.2 (91.8)       | 37.5 (99.5)       | 38.7 (101.7)      | 39.6 (103.3)      | 37.3 (99.1)       | 32.1 (89.8)       | 26.3 (79.3)       | 21.6 (70.9)       | 39.6 (103.3)      |
| 일평균 최고 기온 °C (°F)                                     | 10.1 (50.2)       | 11.2 (52.2)       | 14.4 (57.9)       | 19.4 (66.9)       | 23.8 (74.8)       | 26.3 (79.3)       | 30.2 (86.4)       | 31.4 (88.5)       | 27.7 (81.9)       | 22.5 (72.5)       | 17.3 (63.1)       | 12.2 (54.0)       | 20.5 (69.0)       |
| 일일 평균 기온 °C (°F)                                       | 3.0 (37.4)        | 4.2 (39.6)        | 7.6 (45.7)        | 12.6 (54.7)       | 17.1 (62.8)       | 20.6 (69.1)       | 24.4 (75.9)       | 25.2 (77.4)       | 21.9 (71.4)       | 16.4 (61.5)       | 10.4 (50.7)       | 5.1 (41.2)        | 14.0 (57.3)       |
| 일평균 최저 기온 °C (°F)                                     | −2.6 (27.3)       | −1.9 (28.6)       | 1.6 (34.9)        | 6.6 (43.9)        | 11.4 (52.5)       | 16.2 (61.2)       | 20.3 (68.5)       | 21.0 (69.8)       | 17.9 (64.2)       | 11.9 (53.4)       | 5.3 (41.5)        | −0.3 (31.5)       | 9.0 (48.1)        |
| 역대 최저 기온 °C (°F)                                       | −10.6 (12.9)      | −10.5 (13.1)      | −8.0 (17.6)       | −3.5 (25.7)       | 1.3 (34.3)        | 7.8 (46.0)        | 12.9 (55.2)       | 14.5 (58.1)       | 8.3 (46.9)        | 0.6 (33.1)        | −3.6 (25.5)       | −9.5 (14.9)       | −10.6 (12.9)      |
| 평균 강수량 mm (인치)                                        | 97.7 (3.85)       | 134.8 (5.31)      | 247.0 (9.72)      | 260.3 (10.25)     | 267.6 (10.54)     | 336.7 (13.26)     | 431.1 (16.97)     | 328.3 (12.93)     | 439.5 (17.30)     | 292.4 (11.51)     | 169.8 (6.69)      | 100.7 (3.96)      | 3,103.4 (122.18)  |
| 평균 강수일수 (≥ 1.0 mm)                                     | 5.8               | 6.5               | 10.5              | 10.9              | 11.4              | 13.9              | 14.2              | 13.0              | 13.3              | 11.5              | 7.8               | 6.5               | 125.3             |
| 평균 월간 일조시간                                           | 193.0             | 179.6             | 187.7             | 185.8             | 177.5             | 119.1             | 142.4             | 171.1             | 131.1             | 152.0             | 168.0             | 185.4             | 1,993.9           |
| 출처: 일본 기상청 (평년값: 1991년~2020년, 극값: 1978년~현재) |                   |                   |                   |                   |                   |                   |                   |                   |                   |                   |                   |                   |                   |

## 교통

### 철도
- 오이가와 철도
  - 오이가와 본선
  - 이카와선

### 도로
- 국도 362호선
- 국도 473호선